# Tibiri (Maradi)
Tibiri (auch: Chibiri, Tsibiri) ist eine Landgemeinde im Departement Guidan Roumdji in Niger. Sie ist der Sitz des Sultans von Gobir.

## Geographie

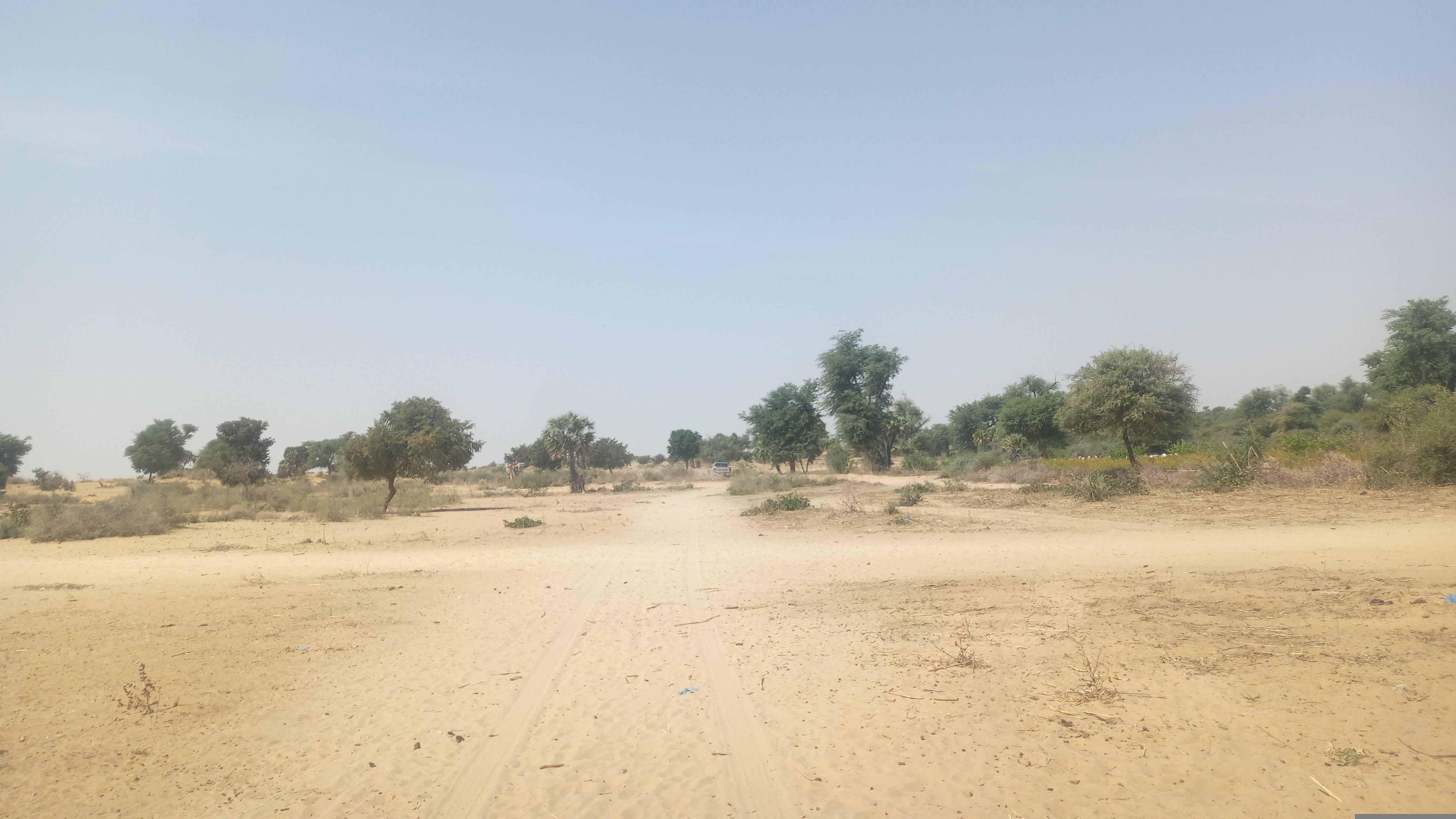
Landschaft in der Gemeinde Tibiri (2023)

Tibiri liegt in der Großlandschaft Sudan und grenzt im Südwesten an den Nachbarstaat Nigeria. Die Nachbargemeinden in Niger sind Chadakori und Guidan Sori im Norden, Maradi und Saé Saboua im Osten sowie Safo und Sarkin Yamma im Südosten.
Die Gemeinde Tibiri besteht aus einem urbanen und einem ländlichen Gemeindegebiet. Das urbane Gemeindegebiet ist in vier Stadtviertel gegliedert. Diese heißen Bara, Goumar, Sarkin Fawa und Tibiri. Bei den Siedlungen im ländlichen Gemeindegebiet handelt es sich um 136 Dörfer, 3 Weiler und 31 Lager. Südwestlich des urbanen Zentrums verläuft das Trockental Goulbi de Maradi. Das Stadtzentrum ist halbkreisförmig angelegt, wobei das Straßennetz strahlenförmig von einem Mittelpunkt ausgeht.

## Geschichte

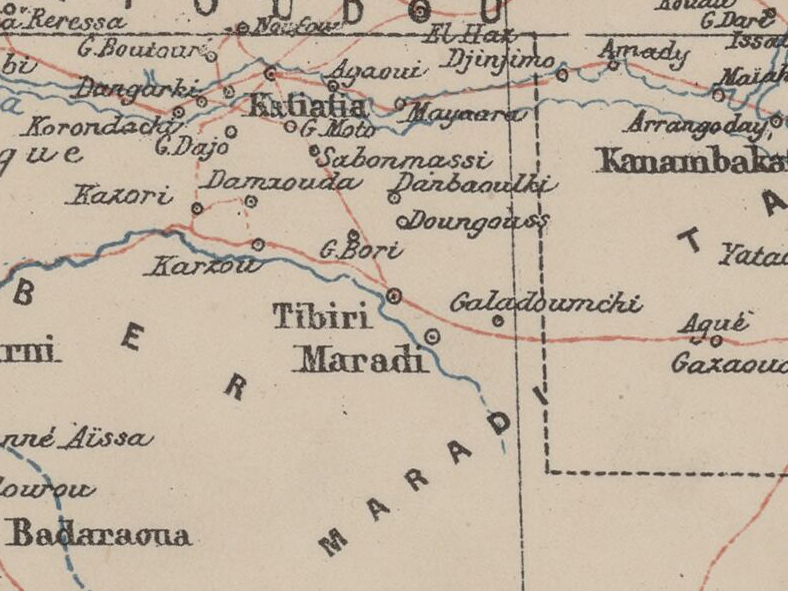
Ausschnitt einer Karte von 1903 mit Tibiri im Zentrum

Tibiri wurde im Jahr 1836 unter dem Herrscher Mayaki als neue Hauptstadt des Hausastaats Gobir gegründet, die dessen im 18. Jahrhundert gegründete alte Hauptstadt Alkalawa im heutigen Nigeria ersetzte. Im Jahr 1899 erreichte die französische Mission Voulet-Chanoine die Stadt. Wenige Jahre später geriet Tibiri unter französische Herrschaft. Das Amt des traditionellen Herrschers von Gobir blieb weiterhin bestehen, auch nach der Unabhängigkeit Nigers, wobei es sich zunehmend auf rein repräsentative Funktionen beschränkte. Bereits in der Kolonialzeit ging folglich die politische Bedeutung Tibiris verloren, erhalten geblieben ist jedoch die herausragende kulturelle Bedeutung des Orts für die Hausa.
Bis 1972 hatten in Niger nur die Großstädte Niamey, Maradi, Tahoua und Zinder den Status einer eigenständigen Gemeinde. In diesem Jahr wurde Tibiri zeitgleich mit sechs weiteren nigrischen Orten zur Gemeinde erhoben. Im Jahr 1985 trat in Zusammenhang mit erhöhten Fluorwerten in der kommunalen Wasserversorgung erstmals das Tibiri-Syndrom in Erscheinung. Die Erkrankung trat bei Kindern im Alter von bis zu fünf Jahren auf und äußerte sich unter anderem in Minderwuchs, Missbildungen des Kopfes und Zahnverfärbungen. Über einen Zeitraum von 16 Jahren wurden mehr als 10.000 Kinder Opfer des Tibiri-Syndroms. Aus dem Nordwesten des Nachbarlands Nigeria flüchteten aufgrund der sich verschlechternden Sicherheitslage von April bis Juli 2009 mehr als 35.000 Menschen in die Departements Guidan Roumdji und Madarounfa in Niger. Die meisten dieser Flüchtlinge kamen in 25 Dörfern und Weilern in der Gemeinde Tibiri unter. Die Regierung Nigers erhob 2010 den traditionellen Herrscher von Gobir zum Sultan. Bei einem Angriff einer bewaffneten Gruppe auf den Grenzort Bassira wurden 2024 vier Gendarmen getötet.

## Bevölkerung
Bei der Volkszählung 2012 hatte die Landgemeinde 125.806 Einwohner, die in 15.685 Haushalten lebten. Bei der Volkszählung 2001 betrug die Einwohnerzahl 82.053 in 10.666 Haushalten.
Im urbanen Gemeindegebiet lebten bei der Volkszählung 2012 25.513 Einwohner in 3314 Haushalten, bei der Volkszählung 2001 15.183 in 1970 Haushalten und bei der Volkszählung 1988 10.295 in 1276 Haushalten. Bei der Volkszählung 1977 waren es 7283 Einwohner.
In ethnischer Hinsicht ist die Gemeinde ein Siedlungsgebiet von Gobirawa, Katsinawa, Tuareg und Fulbe.

## Politik
Der Gemeinderat (conseil municipal) hat 25 gewählte Mitglieder. Mit den Kommunalwahlen 2020 sind die Sitze im Gemeinderat wie folgt verteilt: 4 CPR-Inganci, 3 ADEN-Karkara, 3 ARD-Adaltchi Mutunchi, 3 MODEN-FA Lumana Africa, 3 MPN-Kiishin Kassa, 3 MPR-Jamhuriya, 2 ADN-Fusaha, 2 RPD-Bazara, 1 LRD-Jimiri und 1 RSD-Gaskiya.
Jeweils ein traditioneller Ortsvorsteher (chef traditionnel) steht an der Spitze von 122 Dörfern im ländlichen Gemeindegebiet.

## Kultur und Sehenswürdigkeiten
Alljährlich findet bei einem saisonalen See zwölf Kilometer östlich von Tibiri eine große traditionell religiöse Zeremonie von überregionaler Bedeutung statt. Zu den Sehenswürdigkeiten in Tibiri zählen die chefferie traditionnelle, das ist der Sitz des Sultans, sowie der Palast der Herrscherin von Gobir.

## Wirtschaft und Infrastruktur

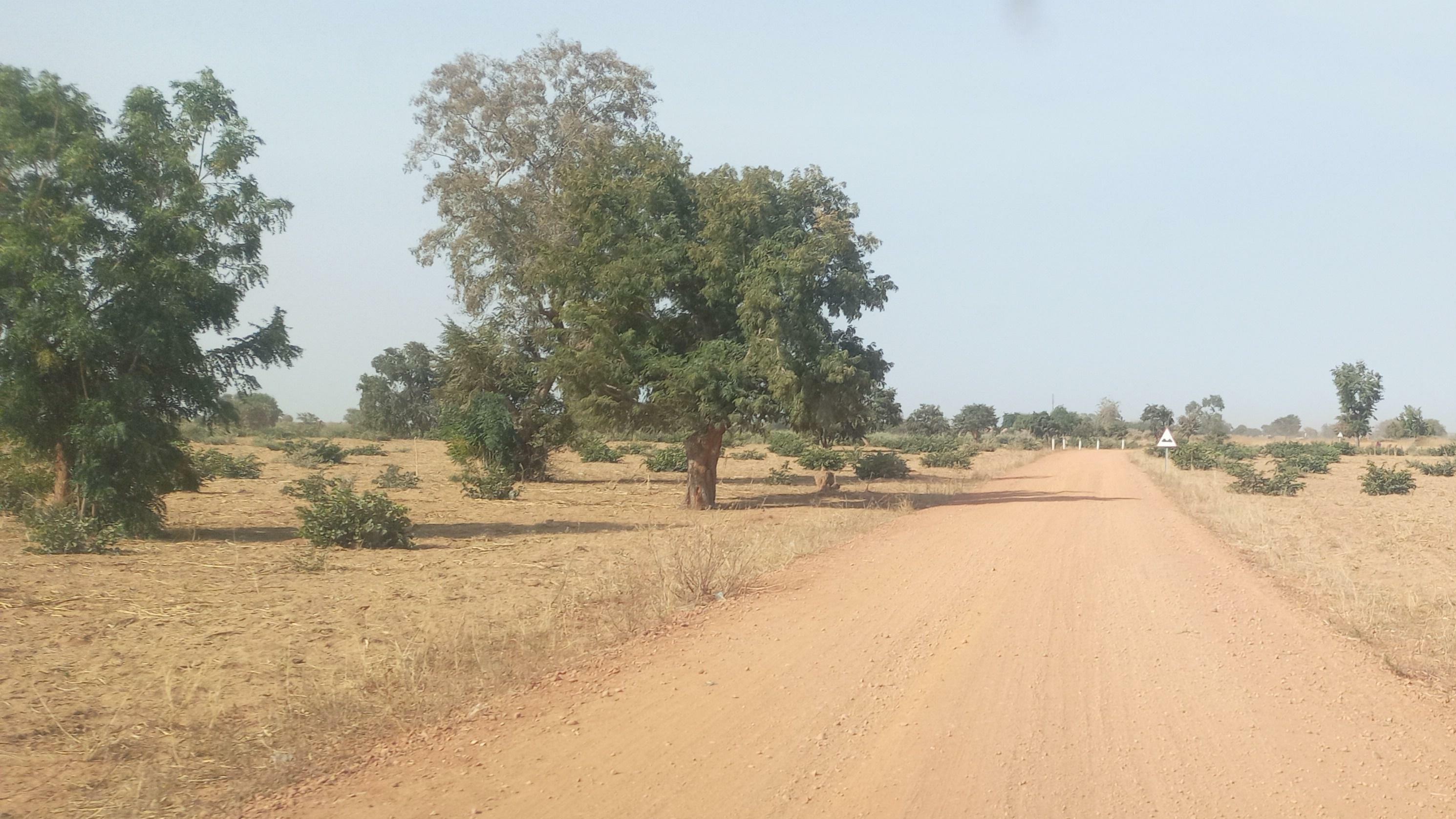
Eine Landstraße in der Gemeinde Tibiri (2023)

Die Lage Tibiris in der Sudanregion schafft für nigrische Verhältnisse günstige Voraussetzungen für die Landwirtschaft. Mehr als 90 % der Bevölkerung praktizieren traditionellen Ackerbau. Zur Eigenversorgung werden Hirse und Sorghum angebaut. Die Kultivierung von Erderbsen, Erdnüssen, Sauerampfer und Sesam geschieht hingegen vor allem zu Handelszwecken. Die Viehzucht umfasst Geflügel, Rinder, Esel, Pferde, Kamele, Schafe und Ziegen. Von besonderer wirtschaftlicher und kultureller Bedeutung ist eine vor allem in Tibiri gezüchtete robuste rothaarige Ziegenart (chèvre rousse de Maradi). Die Niederschlagsmessstation im Hauptort liegt auf 370 m Höhe und wurde 1973 in Betrieb genommen.
Der Markt in Tibiri wurde in den 1950er Jahren etabliert. Der Markttag ist der Mittwoch. Wichtige Güter des blühenden informellen Handels sind Vieh und Artikel des täglichen Gebrauchs wie Zucker, Reis, Weizenmehl, Tee, Hygieneartikel und Kleidung. Es gibt verschiedene Handwerksbetriebe wie Schmiede, Schuhmacher, Töpfer und Weber. Das staatliche Versorgungszentrum für landwirtschaftliche Betriebsmittel und Materialien (CAIMA) unterhält eine Verkaufsstelle im Stadtzentrum.
Gesundheitszentren des Typs Centre de Santé Intégré (CSI) sind in den Stadtvierteln Tibiri und Goumar sowie in den ländlichen Siedlungen Dan Kano und Tchadi vorhanden. Die beiden urbanen Gesundheitszentren verfügen jeweils über ein eigenes Labor und eine Entbindungsstation. Allgemein bildende Schulen der Sekundarstufe sind der CEG Tchadi, der CEG FA Tibiri und der CES Tibiri. Das Kürzel CEG steht für Collège d’Enseignement Général und das Kürzel CES für Collège d’Enseignement Secondaire. Als CEG FA wird ein CEG des Typs Franco-Arabe bezeichnet, der einen Schwerpunkt auf die arabische zusätzlich zur französischen Sprache aufweist. Das Berufsausbildungszentrum Centre de Formation aux Métiers de Tibiri (CFM Tibiri) bietet einen Lehrgang in familiärer Wirtschaft an.

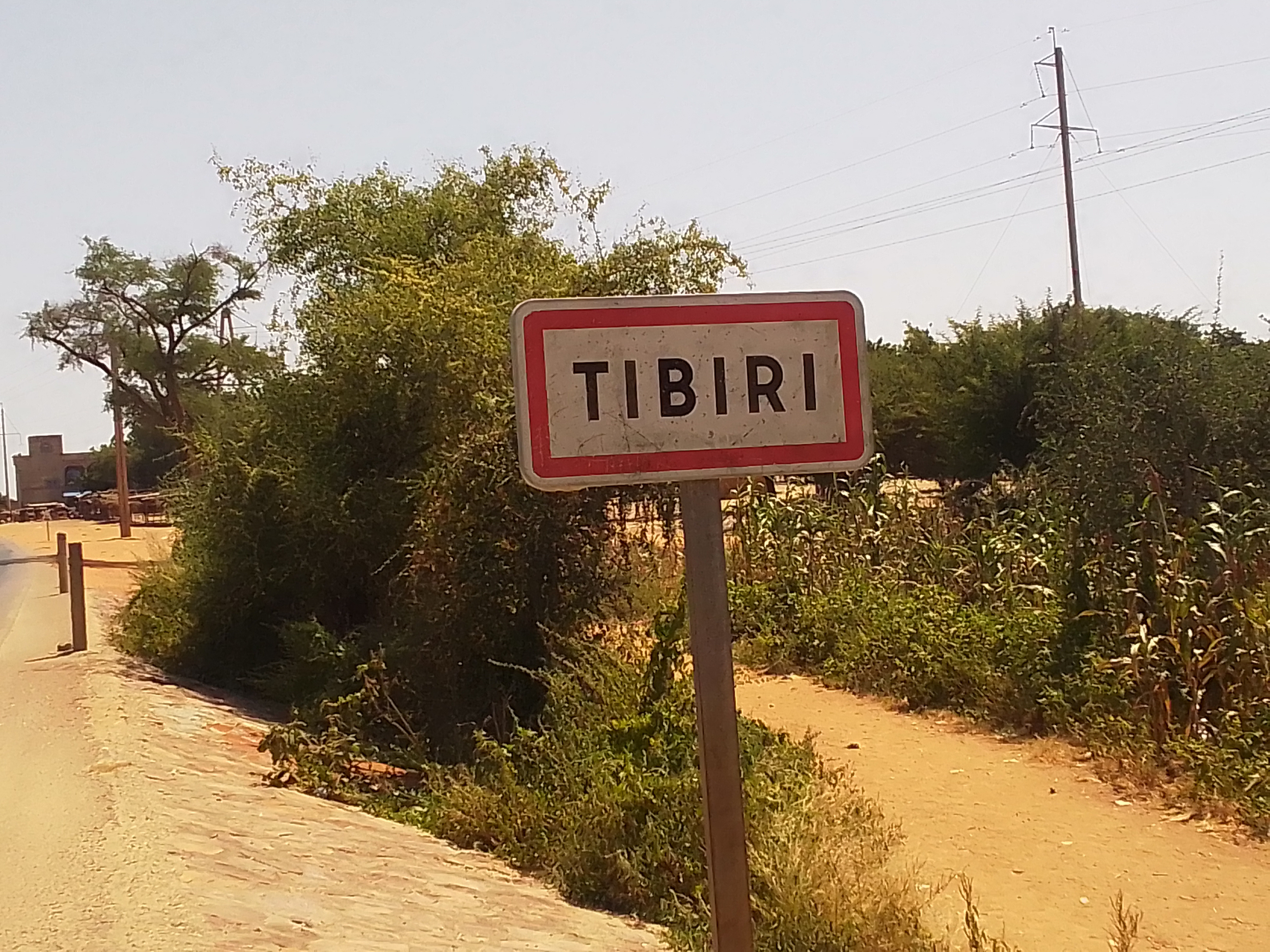
Ortstafel von Tibiri (2023)

Im Norden der Gemeinde verläuft die asphaltierte Nationalstraße 1, die längste Fernstraße Nigers. Zu den zahlreichen infrastrukturellen Problemen zählen zum Teil gravierende Mängel bei der Wasserversorgung, Kanalisation, Straßenbeleuchtung und Qualität des Straßenbelags sowie zu geringe Qualifikation der Arbeitskräfte. Unvorteilhaft ist auch das Fehlen einer Brücke über den Goulbi de Maradi.